# Batalha de Maiwand

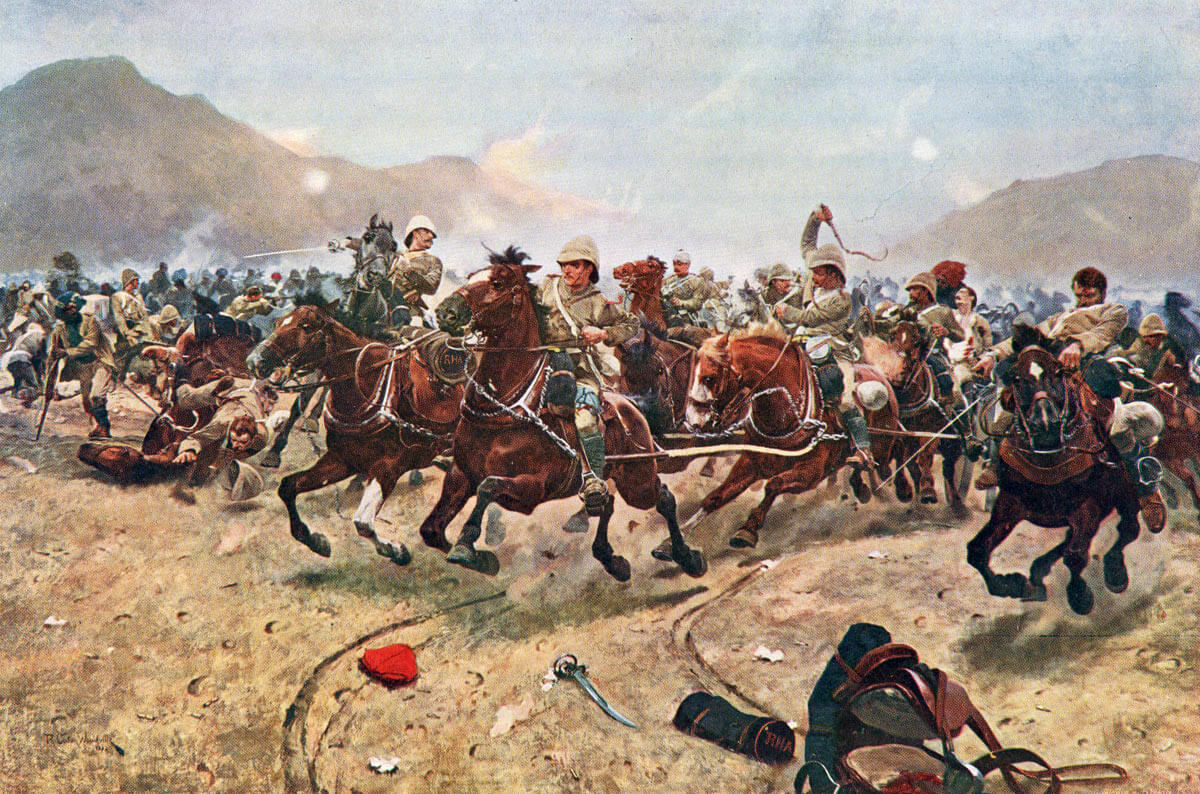
pintura da autoria de Richard Caton Woodville s retratar a batalha de Mainwand e a fuga das tropas britânicas

A Batalha de Maiwand (dari : نبرد میوند, pashto : د ميوند جگړه), travada em 27 de julho de 1880, foi uma das principais batalhas da Segunda Guerra Anglo-Afegã. Sob a liderança de Maomé Aiube Cã, as forças afegãs derrotaram uma força britânica muito menor composta por duas brigadas de tropas britânicas e indianas sob o comando do brigadeiro-general George Burrows, embora a um preço alto: entre 2 050 e 2 750 guerreiros afegãos foram mortos, e provavelmente cerca de 1 500 feridos. As forças britânicas e indianas sofreram 969 soldados mortos e 177 feridos.